# Московская школа (древнерусское искусство)

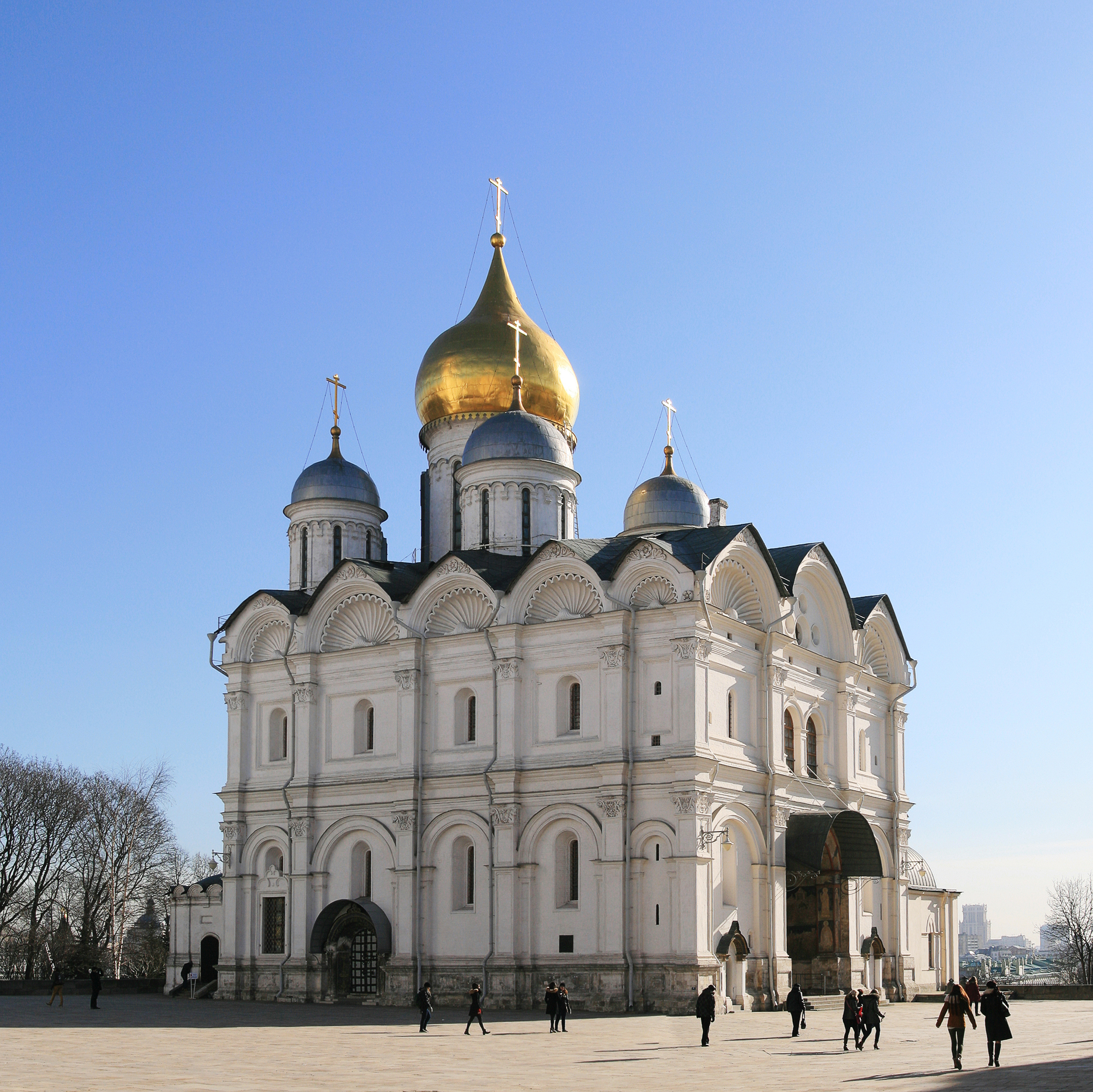
Архангельский собор Московского Кремля (1505—1508, арх. Алевиз Новый). Построен в период расцвета московской школы

Моско́вская шко́ла — одна из региональных школ в древнерусском искусстве, развивавшаяся в XIV—XVI веках. Сложилась в период усиления Великого княжества Московского и достигла расцвета в конце XV века при формировании Русского государства.
Московская школа выразилась в каменной архитектуре (прежде всего, в церковном зодчестве), живописи (иконопись и роспись) и прикладном искусстве.

## Архитектура

### XIV — 1-я четверть XV века. Раннемосковская архитектура

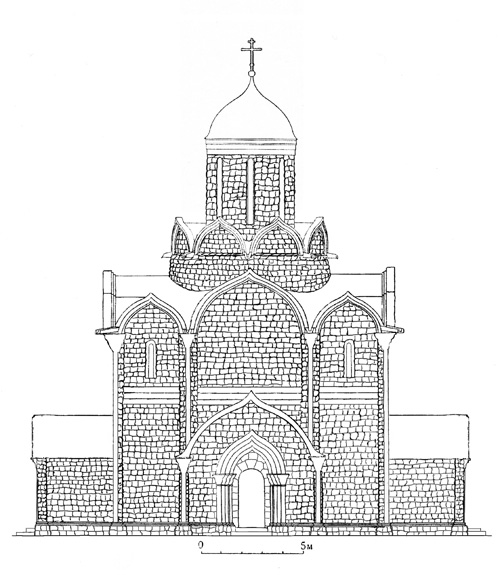
Успенский собор Ивана Калиты, XIV век. Реконструкция Сергея Заграевского

Ранний период московского зодчества охватывал XIV — первую четверть XV века. В XIV столетии Москва, основанная Юрием Долгоруким в 1156 году на месте более древнего поселения, стала столицей крупного русского княжества, быстрому возвышению которого после монгольского нашествия способствовали выгодное географическое положение на пересечении торговых путей, активное переселение людей в более безопасные районы междуречья Оки, Клязьмы и Москвы, а также политика московских князей по объединению русских земель. Москва постепенно становилась политическим и культурным центром Руси. Не последнюю роль в этом процессе играл союз московских князей и духовенства, стремившегося к отделению русской церкви от греческой. Одной из больших политических побед московских князей стало перенесение в 1323 году митрополичьей кафедры из Владимира в Москву.
Успехи московского княжества закрепила политика Ивана Калиты (1325—1340), при котором началось монументальное каменное строительство в Москве. В 1326—1327 годах среди деревянной московской застройки был возведён первый белокаменный Успенский собор, служивший местом погребения митрополитов. В 1329 году неподалёку была выстроена церковь-колокольня Иоанна Листвичника, выполнявшая также роль дозорной башни. В 1330 году был построен собор Спаса на Бору. В 1333 году возведён каменный Архангельский собор — великокняжеская усыпальница. Группа этих каменных зданий предопределила формирование Соборной площади Московского Кремля — административно-политического центра города. В западной части площади расположились постройки великокняжеского двора. Готовясь к битвам с Золотой Ордой, Иван Калита существенно расширил территорию Кремля, в 1339 году обнеся её дубовыми стенами.
Точных данных о том, как выглядели постройки Ивана Калиты не сохранилось. Успенский и Архангельский соборы в конце XV — начале XVI века сменились новыми храмами, собор Спаса на Бору был снесён, а вместо церкви Иоанна Листвичника воздвигнута колокольня Ивана Великого. Считается, что все постройки были белокаменными, а при строительстве использовались залежи местного известняка. Поскольку все храмы были возведены последовательно в четыре строительных сезона, считается, что они имели небольшой размер. Информацию об облике Успенского собора 1326 года давали косвенные данные летописей и старинные изображения на житийных клеймах иконы митрополита Петра в Успенском соборе XV века. На основании этих сведений можно предположить, что собор был одноглавым с тремя притворами с севера, юга и запада и трёхапсидным алтарём. На основании летописных данных археолог Константин Романов установил, что Успенский собор в плане был точной копией Георгиевского собора в Юрьеве-Польском (1230—1234).
Предполагается, что по типу небольшого четырёхстолпного храма был возведён и собор Спаса на Бору. В советское время считалось, что несколько камней, уцелевших от древнего сооружения, и вошедших в качестве строительного материала в новую церковь, были украшены белокаменной резьбой, по типу родственной орнаментальной резьбе более поздних соборов Звенигорода, Саввина и Троице-Сергиева монастырей начала XV столетия. Современные исследования опровергли данную точку зрения и показали, что белокаменные блоки с резьбой, хранящиеся в Лапидарии Московского Кремля относятся к церкви Рождества Богородицы на Сенях 1394 года и Благовещенскому собору 1416 года.
Не сохранилось никаких точных данных об облике Архангельского собора 1333 года и о церкви Иоанна Листвичника 1329 года. Известно, что последняя имела специальное обозначение «иже под колоколы», что свидетельствовало об оригинальности данной постройки, являвшейся первым образцом храма-колокольни, распространённого позднее типа церковного строения. Предполагалось, что размещение яруса звона над сводами увеличило высоту церкви и придало ей вид башни. В исследованиях 2010-х годов выяснилось, что церкви Иоанна Листвичника принадлежал сохранившийся фрагмент резного архивольта портала, близкий к фрагментам белокаменного декора Преображенского собора в Твери.
Новый период активного строительства в Московском княжестве пришёлся на время регентства митрополита Алексея, княжение Дмитрия Донского и Василия I, охватив вторую половину XIV — начало XV века. Возведение каменных построек в этот период не ограничивалось только Москвой, распространившись на важнейшие города княжества — Коломну, Серпухов, Звенигород. Помимо князей, строительством занялись также митрополит и крупнейшие монастыри.

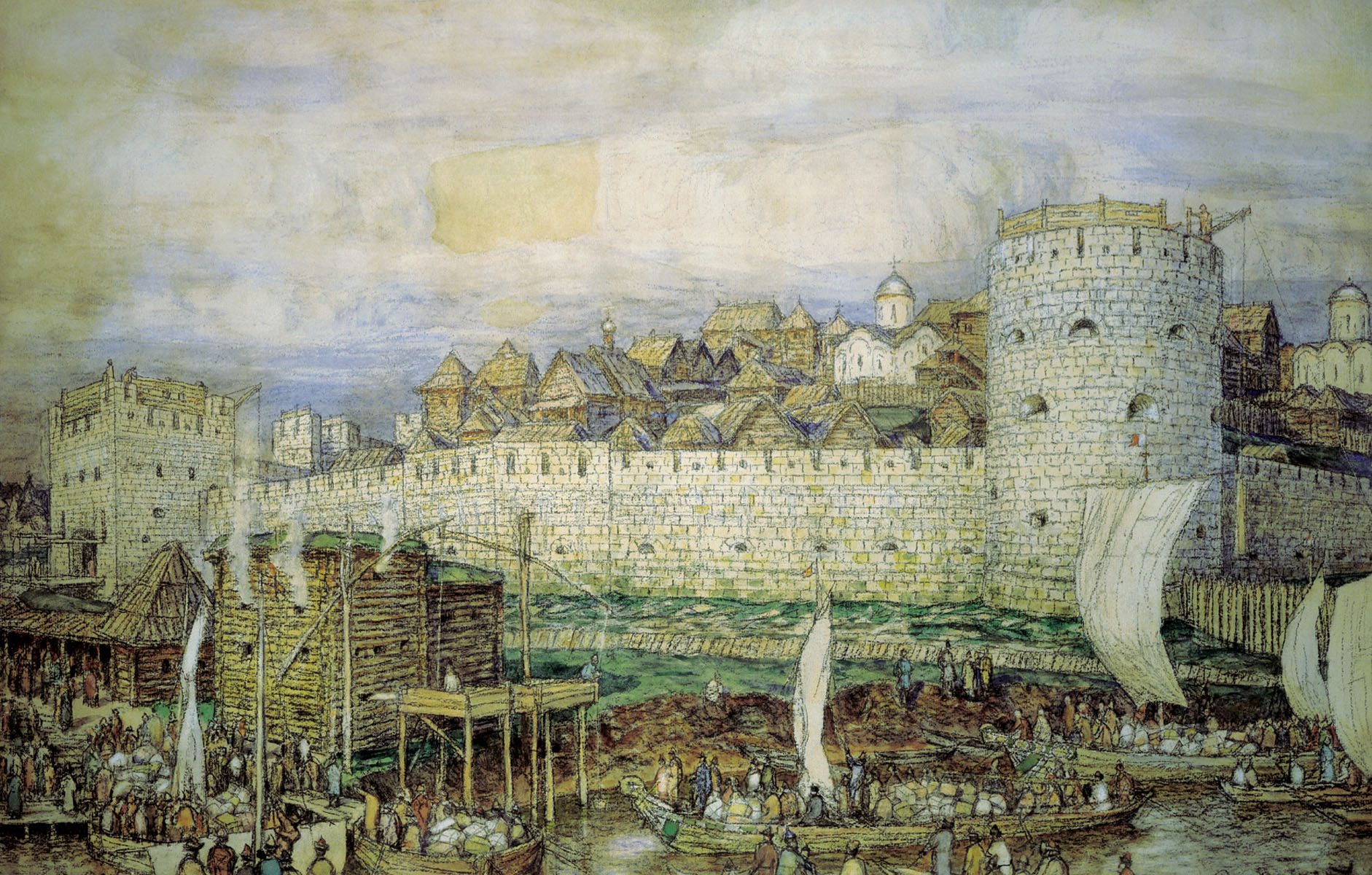
Кремль Дмитрия Донского на живописной реконструкции Аполлинария Васнецова

Княжескую власть в данный период по прежнему волновала застройка Московского Кремля. При Дмитрии Донском (1359—1389) началось строительство белокаменных стен и башен (1366—1368), превративших Кремль в мощную крепость. Территория, охваченная новой стеной, по площади значительно превышала Кремль Ивана Калиты. В конце XIV столетия в Кремле были возведены новые каменные храмы: церковь Рождества Богородицы (Воскрешения Лазаря) при княжеском дворце (1393) и Благовещенский собор (ок. 1397). В северо-восточной части крепости митрополит Алексей построил каменную трапезную и каменный собор Чудова монастыря (1365; перестроен в 1430-х годах), рядом с которым в 1407—1467 годах был возведён собор Вознесенского монастыря.
В Коломне, где собирались русские войска, готовившиеся к походу на Куликово поле, были возведены каменные Воскресенская церковь на княжеском дворе (1360-е) и большой Успенский собор (1379—1382), а под городом возникли новые монастыри — Голутвин с каменным храмом и Бобренёв. По сведениям более поздних источников известно о каменном строительстве в монастырях Серпухова. Большинство из этих памятников не дошли до наших дней, уступив место более поздним постройкам.
Особенно важное значение для московской архитектуры имел Успенский собор в Коломне, разобранный в 1672 году. Согласно археологическим данным, он представлял собой большой шестистолпный белокаменный храм, подобного которому в самой Москве на тот момент ещё не было. По всей видимости, данной постройке предавалось большое политическое значение — это был храм-памятник победе в Куликовской битве. Собор был поднят на подклет, имел три лестницы, подводившие к порталам из белого камня. Самой примечательной была композиция масс и верха храма, представлявшая собой переход от закомар фасадов к основанию барабана большой главы в виде ступенчато поднимающихся декоративных закомар. Данная композиция отражала всё усиливавшийся процесс национальной переработки древней схемы крестовокупольного храма, нашедшего в московской школе второй половины XIV века наиболее благоприятную почву.
Предполагается, что подобное коломенскому Успенскому собору покрытие имела и более ранняя Воскресенская церковь на княжеском дворе, представлявшая собой небольшой белокаменный четырёхстолпный храм на подклете, украшенный перспективными порталами с бусинами на колонках. Более достоверные сведения сохранились о белокаменной церкви Воскрешения Лазаря в Московском Кремле, построенной вдовой Дмитрия Донского великой княгиней Евдокией в 1393 году. Церковь перестроили в начале XVI века, разобрав верх, и в 1681 году, когда были искажены её апсиды. На основе уцелевшей нижней части можно сделать вывод, что храм был квадратным в плане, с трёхапсидным алтарём и четырьмя внутренними столпами. Входы в храм украшались перспективными порталами, состоявшими из трёх пар колонок с бусинами и кувшинообразными капителями. В северной части западного фасада сохранилось круглое окно, заключённое в многолопастную розетку.
После битвы на Куликовом поле в 1380 году, Москва ещё сильнее возвеличилась в глазах современников, а победа содействовала подъёму народного самосознания. Общерусские идеи патриотизма нашли отражение в раннемосковском искусстве, продолжавшим традиции владимиро-суздальской культуры, так как Москва выступала наследницей Киева и Владимира. Строительство в Москве велось во многом на основе переработки архитектурных традиций владимиро-суздальской школы, постепенно складывался так называемый раннемосковский тип церковного зодчества. Уже в конце XIV — начале XV веков возникает московский 4-столпный тип белокаменного храма, отличительными чертами которого выступали: компактность, повышенные подпружные арки, ярусы кокошников, резные декоративные пояса по фасадам. Характерные примеры: церковь Рождества Богородицы на Сенях (Воскрешения Лазаря) (1393—1394), Успенский собор на Городке (ок. 1400), Рождественский собор Саввино-Сторожевского монастыря (1404—1405), Троицкий собор Троице-Сергиевой лавры (1422—1423). Каменное строительство в конце XIV — начале XV века велось также в Симоновом монастыре и Можайске.
Хорошую сохранность имеют постройки князя Юрия Звенигородского, претендовавшего на великокняжеский престол. Представление о раннемосковской архитектуре даёт Успенский собор на Городке в Звенигороде (около 1400), построенный по распоряжению князя. Четырёхстолпный храм имел одну главу и три апсиды, а также хоры для князя. Отличительной чертой постройки была чёткость геометрических форм: близкий к кубу объём храма равномерно членили стройные лопатки с приставленными к ним полуколонками с резными капителями, расположенными на углах пучками по три полуколонны. Архитектоника собора представляла собой сплав внешне выраженной «устойчивости» храмов владимиро-суздальской школы и приёмов завершений полоцко-смоленских и псковских церквей, что стало характерной чертой московской архитектуры, объединявшей в своих сооружениях достижения мастеров различных древнерусских школ. План храма более всего напоминал образцы владимирской архитектуры XII века — церковь Покрова на Нерли и владимирский Дмитриевский собор. Входы были обработаны порталами, аналогичными порталу церкви Воскрешения Лазаря в Московском Кремле, а круглые окна-розетки в западной стене, опять же восходили к круглому окну данного храма. Значительным отличием церкви от построек владимиро-суздальской школы являлась простота его наружного декора: здесь уже не было скульптурного убранства фасадов, а аркатурно-колончатый пояс был заменён простой тройной лентой плоского резного орнамента, повторённого также в верхах алтарных апсид и барабане.
В архитектуре Рождественского собора Саввино-Сторожевского монастыря (1404—1405) изящество и стройность, присущие княжескому придворному собору в Звенигороде, уступили место некоторой суровости и простоте оформления. Пропорции храма были более приземистыми, фасады членились простыми плоскими и широкими лопатками, объём приобрёл большую связность, окна были лишены обработки, а апсиды и барабаны куполов имели гладкие поверхности стен. Только пояса узорной каменной резьбы и порталы дверей повторяли оформление Успенского собора на Городке. Сводчатая конструкция храма определялась выраженной ступенчатостью подпружных арок, хотя изначальные детали перекрытия сохранились крайне плохо.
Перестроенный в 1416 году Благовещенский собор Московского Кремля обладал многими родственными чертами с церковью Воскрешения Лазаря 1394 года. Орнаментальные пояса храмов включали ряд пальметт с кринами между ними и стебелей, перевязанных петлёй, но реконструированный орнаментальный пояс Благовещенского собора имел более сложное декоративное оформление, с дополнительным рядом криволинейных ниш. Схожесть архитектурного убранства двух построек свидетельствовала, что с 1394 по 1416 год художественный язык московских мастеров не изменился. По характеру декора орнаментальных поясов к группе данных церквей примыкал и Никольский собор в Можайске, выстроенный князем Андреем Дмитриевичем.
В 1422 году началось возведение Троицкого собора Троице-Сергиева монастыря, который изначально строился как усыпальница основателя обители Сергия Радонежского. По типу и характеру архитектурных форм собор являлся аналогом Успенского собора на Городке, но имел ряд особенностей. Одноглавый монастырский храм, как мемориальная постройка, имел более тяжеловесные формы с массивным каменным объёмом. Монументальность здания подчёркивали горизонтальные членения, мощный цоколь, характерный для раннемосковских церквей. Внутренние объёмы собора были не связаны с членениями фасадов, а небольшой наклон стен внутрь опять же подчёркивал монументальность архитектуры сооружения и устремлённость композиции ввысь. Храм украшали резные каменные пояса: трёхчастный, почти смыкавшийся с резным завершением апсид, и располагавшийся под шлемом главы. Вытянутая по вертикали форма арок собора производила впечатление лёгкости и устремлённости вверх внутреннего пространства, а интерьер стал более просторным за счёт отсутствия характерных для XII—XIII века хор, которые в данный период начали выходить из употребления.

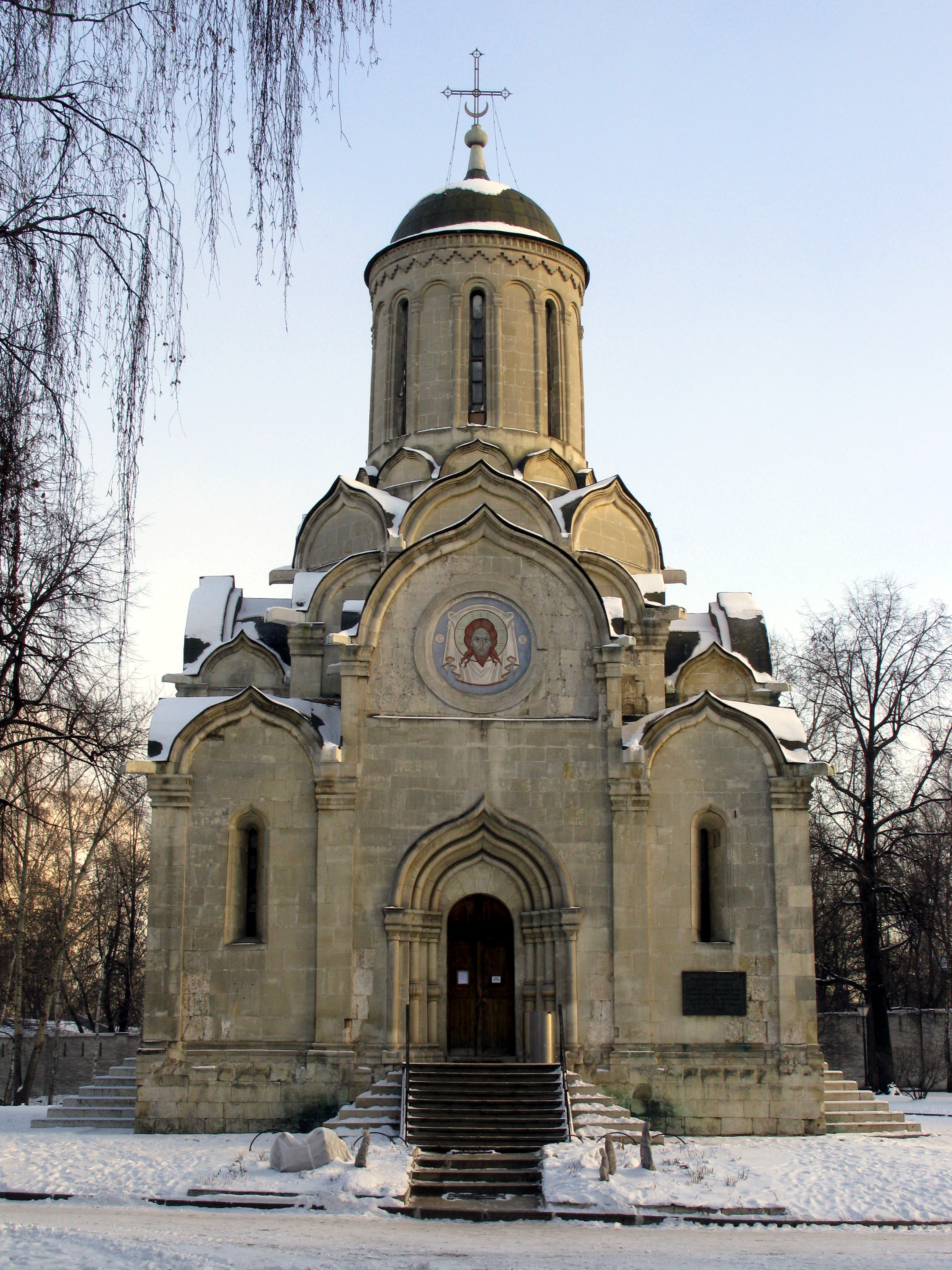
Спасский собор Андроникова монастыря, около 1425—1427 годов

Около 1425—1427 годов игуменом Александром был возведён Спасский собор Андроникова монастыря, в архитектуре которого наиболее ярко отразилась тенденция московской школы к собиранию всего прогрессивного в художественном наследии удельных княжеств. В основу постройки легла схема четырёхстолпного храма с пониженными угловыми ячейками, вошедшая в употребление ещё в домонгольский период с целью поиска более выразительной композиции, отличавшейся от византийских прототипов. В Спасском соборе также был применён московский приём объединения основного объёма с главой при помощи многочисленных кокошников. В итоге столпообразное сооружение собора в определённой мере предвосхитило шатровые каменные храмы. Средние своды постройки были значительно подняты над угловыми, а подкупольные арки ступенчато повышены. Предполагается, что первоначально собор был не одноглавым, а трёхглавым, при этом боковые главы, стоявшие по восточным углам, были глухими. В таком виде храм изображался на миниатюрах рукописного жития Сергия Радонежского XVI века. В декоративной обработке были применены пилястры, с лишёнными резьбы капителями, полуколонны на апсидах и «аттическая» профилировка цоколя. Окна не имели украшений, а их расположение на разных уровнях исключало возможность применения узорчатых резных поясов.
Единство и закономерность в строительной технике и эволюции архитектурного декора от церкви Воскрешения Лазаря 1393 года до Спасского собора Андроникова монастыря 1427 года позволяет говорить о наличии в Москве в данный период единой строительной школы. Между 1360-ми и 1420-ми годами московскими зодчими было возведено 15 каменных зданий, что немногим уступало количеству каменных сооружений во Владимирской Руси XII — начала XIII века.

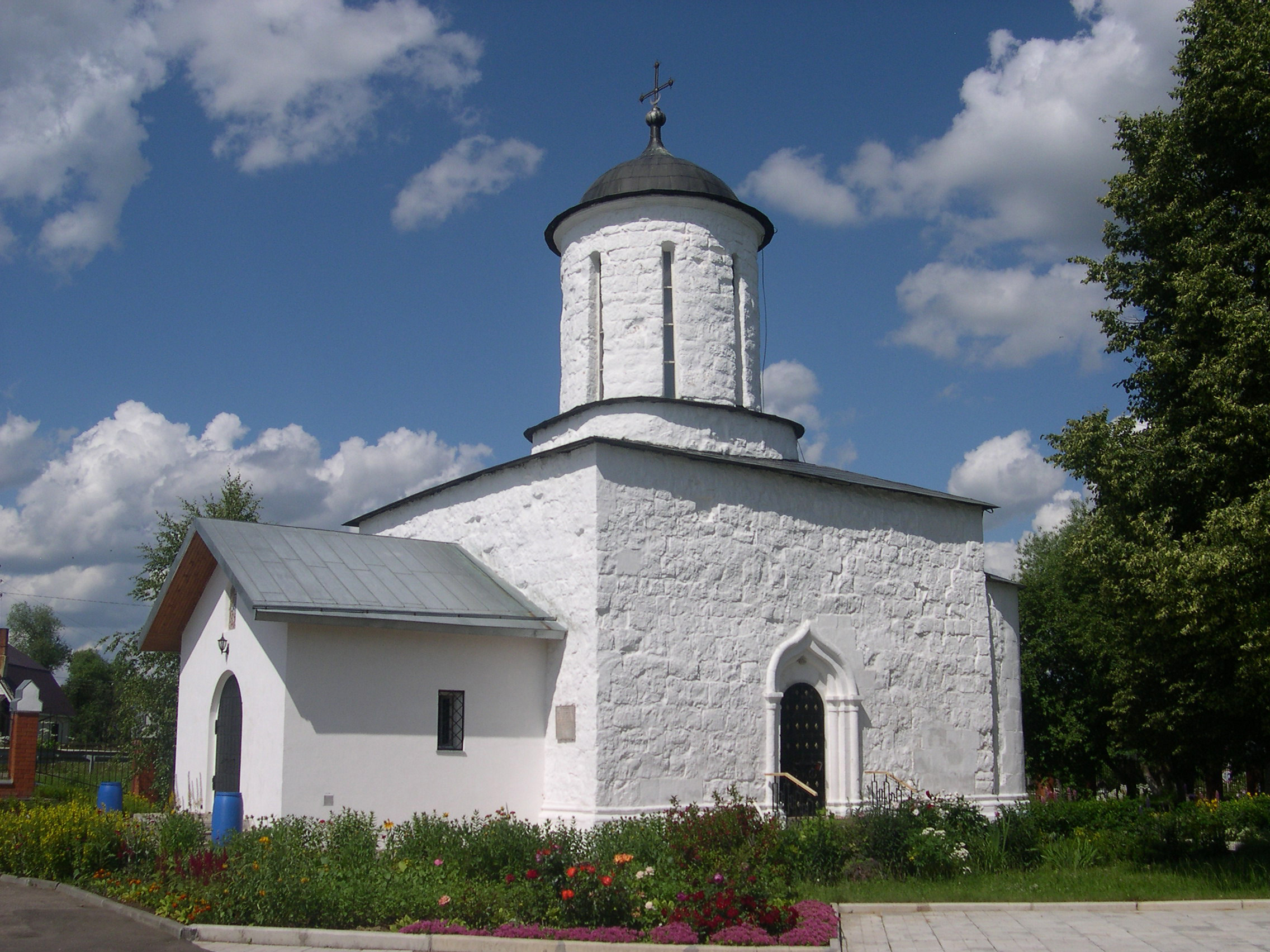
Никольская церковь в селе Каменское

В конце XIV века широкое распространение получил новый тип скромного по размерам и декору бесстолпного храма с пристенными опорами (Никольская церковь в селе Каменское, 2-я пол. XIV века). Подобного типа памятники, в которых своды опирались на сдвинутые вплотную к углам стен пилоны, исчезли уже в первом десятилетии XV века, не оставив следа в последующем русском зодчестве. К 1970-м годам археологам были известны уже по меньшей мере пять памятников «каменского» типа, три из которых были выстроены во второй половине XIV века в ближайших пригородах Коломны — первый каменный Рождественский собор Бобренёва монастыря, первый Богоявленский собор Старо-Голутвина монастыря и церковь Зачатия Иоанна Предтечи на Городище (перестроена в XVI веке). Единственной относительно хорошо сохранившейся постройкой подобного типа является Никольская церковь в селе Каменское, по архитектурному решению которой можно судить о композиционных особенностях данного вида храма. В большинстве исследований, посвящённых церкви, отмечалось сходство её плана и внутреннего объёма с южнославянскими постройками, в особенности со средневековой архитектурой Сербии и Болгарии.

### 2-я половина XV века. Кирпичное гражданское и церковное строительство
В период второй четверти XV века междоусобная война между московским великим князем Василием II Тёмным и оспаривавшими у него право на княжение Василием Косым и Дмитрием Шемякой прервала развитие каменного зодчества в Москве, которое восстановилось только после окончания военных действий. Во второй половине столетия Москва быстро росла, постепенно становясь политическим центром Руси. Возраставший статус города влиял и на развитие каменной архитектуры московской школы: каменные постройки стали возводить не только князь, митрополит и крупнейшие монастыри, но и мелкие монастыри, бояре и купцы. Расширение строительства требовало решения вопроса его удешевления и доступности новым заказчикам, вследствие чего дорогостоящий тёсаный камень стал заменяться более дешёвым кирпичом. Новые условия отразились и на организации строительства, появились так называемые «предстатели», или «нарядчики» — своего рода подрядчики, возглавлявшие артели мастеров-строителей и бравшие заказы на возведение новых зданий.
Московские летописи отмечали возведение в Москве многочисленных кирпичных церковных и светских зданий с 1450-х годов. В 1450 году боярин Владимир Ховрин возвёл перед своим двором церковь Воздвижения «около кирпичем, а изнутри белым камнем»; в 1458 году на Симоновском подворье в Кремле была выстроена кирпичная церковь Введения; в 1470 (или 1471) году купец Таракан выстроил кирпичные палаты возле Спасских ворот; в 1473—1475 годах митрополит Геронтий возвёл кирпичную палату на четырёх подклётах; в 1480—1482 годах на Троицком подворье в Кремле была возведена новая кирпичная церковь; в 1483 году игумен Чигас выстроил в своём монастыре за Яузой кирпичную церковь, а в 1485 году боярин Ховрин возвёл кирпичные палаты и ворота. Позднее летописи всё реже особо отмечали материал кирпичных построек и со временем стали называть их каменными, что свидетельствовало о господстве кирпича как строительного материала в Москве, вытеснившего более дорогой и более страдавший от пожаров белый камень.
Одним из крупнейших «предстателей» второй половины XV века был Василий Дмитриевич Ермолин, под знаком энергичной деятельности которого проходили 1460-е годы в московском строительстве. В 1462 году Ермолин принимал участие в поновлении каменных стен между Боровицкими воротами и Свибловой башней Кремля. Между 1462 и 1464 годами его артель выполнила каменные рельефы для Фроловских (сегодня Спасских) ворот, с изображениями святого Георгия и Дмитрия Солунского. В тот же период на Фроловских воротах Ермолин построил церковь Афанасия с приделом, а уже между 1467 и 1469 годами восстановил каменную церковь кремлёвского Вознесенского монастыря. В 1469 году он работал по возведению трапезной и поварни Троице-Сергиева монастыря. В тот же период восстанавливал два древних храма во Владимире — Воздвижения на Торгу и Положения Риз на Золотых воротах. В 1471 году ермолинская артель приступила к восстановлению обвалившегося Георгиевского собора в Юрьеве-Польском, а в следующем году принимала участие в подготовке к постройке Успенского собора в Москве.

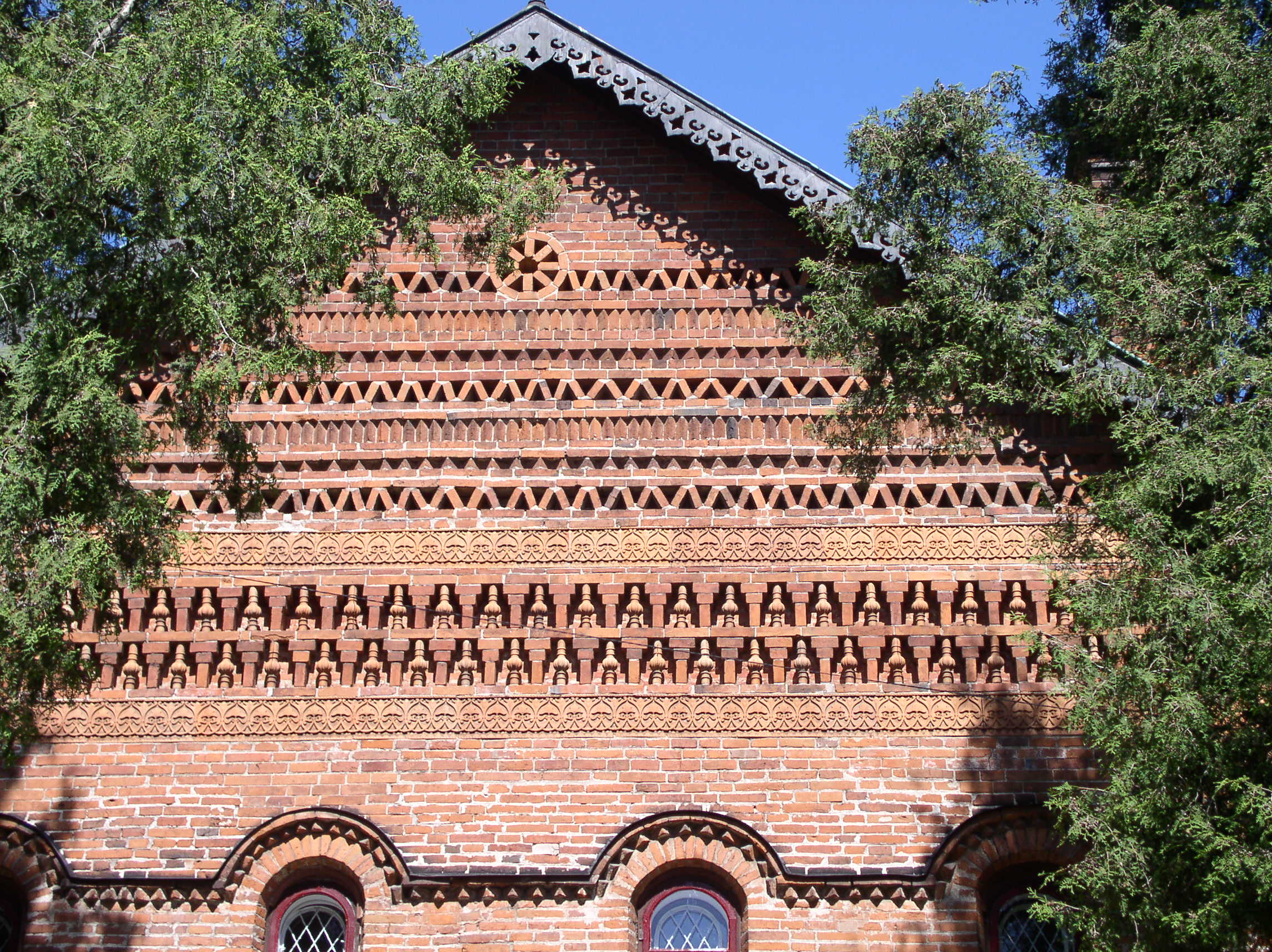
Палаты угличских князей, 1480-е годы

Особое значение во второй половине столетия в московском зодчестве приобрело каменное гражданское строительство. Среди таких построек видное место занимала утраченная трапезная палата Троице-Сергиева монастыря (1469). Предполагается, что снаружи стены палаты, стоявшей на подклете, были покрыты бриллиантовым рустом. План трапезной с характерным расположением парных окон позже неоднократно повторялся в трапезных монастырских палат конца XV—XVI веков. По-видимому, продолжившая строительную традицию трапезная московского Симонова монастыря 1484 года не сохранилась. Характерным примером развития данного типа сооружения являлась одностолпная трапезная Спасо-Андроникова монастыря в Москве (1504—1506, фасады перестроены в конце XVII века). Близкой по времени постройкой являлась трапезная палата Пафнутьева-Боровского монастыря (1511), возведённая вместе с церковью. Одним из интереснейших светских зданий данного периода являлся дворец в Угличе, тимпаны фронтонов которого были заполнены узорной кирпичной кладкой, изначально сочетавшейся с красными изразцами и балясинами. Здание имело более стройный вид, чем в настоящее время, так как нижний этаж скрыт наростом почвы до полутора метров толщиной. Предполагается, что первоначально дворец имел деревянное парадное крыльцо, но в конце XIX века к северному фасаду пристроили новое каменное.
Во вторую половину XV века в Москве и на периферии княжества, помимо возведения светских построек, возобновилось строительство каменных храмов, большинство из которых либо не дошли до наших дней, как собор Пафнутьева-Боровского монастыря 1467 года, либо лишились своих первоначальных форм, как собор Паисиева-Покровского монастыря под Угличем или Архангельский собор в Переславле-Рязанском конца столетия. Среди сохранившихся храмов особое место занимает Троицкая (позже — Духовская) церковь Троице-Сергиева монастыря (1476), возведённая псковскими мастерами, работавшими в Москве. Церковь типа «под колоколы» имела четырёхстолпный трёхапсидный основной объём, фасады которого, членённые на три доли, завершались килевидными закомарами. Церковь была украшена перспективными порталами, узорными поясами с терракотовыми балясинами, и изразцами, а также необычными для того времени элементами — пучками тонких полуколонок, заменивших привычные лопатки, и опрокинутыми арочками с подвешенными тягами в апсидах. Свои особенности имел и верх здания, сочетавший раннемосковские и псковские черты.
Мелкое декоративное убранство в церквях, подобных Духовской, придавало им более лёгкий и жизнерадостный облик, что существенно отличало московскую архитектуру данного периода от зодчества Владимиро-Суздальской Руси. С особенной силой данные тенденции выразились в монументальном соборе Ферапонтова-Белозерского монастыря (1490-е годы), имевшего совсем мало общего с церквями Владимира, Новгорода и Пскова. Четырёхстолпный, одноглавый, трёхапсидный, поставленный на подклет и окружённый с трёх сторон открытой папертью-террасой храм имел второй ярус закомар, напоминавших скорее кокошники, поскольку они несли чисто декоративную функцию, закрывая подпружные арки. Верхи апсид, барабана и основания закомар были украшены широким поясом узорной кирпичной кладки, включавшем красные изразцы и балясины.

### Конец XV — начало XVI века. Перестройка Московского Кремля
В 1462 году великий князь Иван III был венчан на царство, и с 1485 года он уже именовал себя «государем всея Руси». В его правление феодальная Русь превращалась в могущественное централизованное государство. Князь сумел подчинить Москве тверские, рязанские и новгородские земли, а литовские земли он объявил вотчинами своих предков. В 1472 году Иван III вступил в брак с византийской принцессой Софией Палеолог и превратил герб византийских царей — двуглавого орла — в русский официальный герб. Московское духовенство, пользуясь падением Византии в 1453 году, выдвинуло русскую церковь в качестве оплота православного Востока — Москва была провозглашена «третьим Римом». Необходимость демонстрации могущества московского правителя спровоцировала грандиозные строительные работы в Московском Кремле.
В конце XV века московская архитектурная школа переживает новый расцвет в связи с формированием единого Русского государства. При перестройке Московского Кремля в город были приглашены псковские и итальянские мастера, которые совместно с местными зодчими усовершенствовали технику строительства, обогатили арсенал архитектурных форм и выразительных возможностей древнерусской архитектуры. Псковские мастера строили Благовещенский собор (1484—1489), итальянские — Успенский собор (1475—1479, арх. А. Фиораванти), Архангельский собор (1505—1508, арх. Алевиз Фрязин Новый). В 1-й половине XVI века в архитектуре ещё сохранялась традиция белокаменной архитектуры раннемосковского церковного зодчества, например — собор Рождества Богородицы Рождественского монастыря.

### Влияние московской школы
После разгрома Новгорода Великого войсками Ивана III и официального упразднения новгородской «вольности» в январе 1478 года, Москва продолжала репрессивные мероприятия против своевольного новгородского боярства. В 1488 году из Новгорода было выслано больше тысячи бояр и «житьих людей», на место которых из Московского княжества были переселены «лучшие люди гости и дети боярские». Данные события оказали влияние на развитие новгородского зодчества: бурное развитие местной школы оборвалось после 1478 года. Возобновилось каменное строительство уже в 1510-х годах, но ведущую роль в нём заняли московские гости.
Первоначально строительство ещё велось в традициях Новгорода, но уже в 1529 году Дмитрий Иванович Сырков заложил церковь Прокопия на своём дворе, которая представляла собой уступку московским вкусам, выразившуюся в появлении килевидных завершений средних членений фасадов и килевидных арочек, в декоре барабана и трёх апсидах. В 1536 году была возведена церковь Бориса и Глеба в Плотниках, более значительно отражавшая московские вкусы. Сложным переплетением новгородских и московских традиций отличалась трапезная церковь Сретения Антониева монастыря (1533). Если основное композиционное решение церкви было основано на новгородской традиции кубического храма, то в декоративном оформлении фасадов оно было совершенно переосмыслено под влиянием традиций московской школы. Под влиянием Сретенской церкви в 1552 году была выстроена трапезная церковь Варлаама в Хутынском монастыре.
Если перечисленные выше памятники ещё сохраняли отдельные элементы новгородской школы, то постройки, связанные с официальным правительственным заказом, уже безоговорочно выполнялись в традиции московской школы. В первую очередь к таким сооружениям относится Преображенский собор Хутынского монастыря (1515), возведённый по велению великого князя Василия Ивановича. Шестистолпный огромный собор представлял собой одну из многочисленных реплик московского Успенского собора. Типично московский облик имела выстроенная в 1557 году церковь Никиты на Московской улице.
Московская школа оказала влияние на каменное храмовое зодчество Русского Севера. Первые кирпичные храмы на Севере появились только в конце XV века. В Вологодской земле было построено три собора: Спасо-Преображенский Спасо-Каменного монастыря, Рождества Богородицы Ферапонтова монастыря и Успенский Кирилло-Белозерского монастыря. Архитектура храмов почти напрямую следовала памятникам эпохи Великого княжества Московского: едиными были как тип храма, так и техника кладки, применение подпружных арок, орнаментальных поясов из поребрика, бегунца, впадин и терракотовых плиток, ярусов кокошников над закомарами и утопленных в стену перспективных порталов с килевидными завершениями. Влияние московской школы продолжилось и в XVI веке, что отразилось на архитектуре церкви Введения Кирилло-Белозерского монастыря. Спасский собор Прилуцкого монастыря, Успенский собор в Великом Устюге (1554—1558), Христорождественский собор в Каргополе (1562) и Софийский собор в Вологде (1568—1670) имели своим источником архитектуру Успенского собора Московского Кремля.

## Живопись
Живопись московской школы в XIV веке развивалась на основе соединения местных традиций и течений византийского и южнославянского искусства. Характерный пример: икона «Спас Ярое Око» 1340-х годов. Предполагается, что московскими мастерами были написаны миниатюры так называемого «Сийского Евангелие» (1339), иконы «Борис и Глеб с житием» и «Троица Ветхозаветная» в Успенском соборе Московского Кремля. В середине XIV века формируются две стилистические линии московской школы: связанная с монастырским искусством (иконы «Никола в житии» из Николо-Угрешского монастыря) и направление монументальных и масштабных образов (иконы «Борис и Глеб на конях», «Страшный Суд» в Успенском соборе, «Архангел Михаил с деяниями» в Архангельском соборе).
Расцвет школы в конце XIV — начале XV веков был обусловлен деятельностью Феофана Грека, Андрея Рублёва, Даниила Чёрного. Традиции творчества Андрея Рублёва и мастеров его круга получили развитие во 2-й половине XV — начале XVI веков в иконах и росписях Дионисия.

### XIV век
Основная сложность в изучении московской живописи XIV века — крайне немногочисленное количество дошедших до наших дней произведений, поскольку Москва особенно сильно страдала от монгольских нашествий. Известно, что при нашествии Тохтамыша в 1382 году храмы в Московском Кремле были наполнены книгами, иконами и церковной утварью и всё это сгорело. Возможность систематического изучения московского искусства появляется только с 70—80-х годов XIV века, а сохранившиеся более ранние памятники носят совершенно случайный характер.
Искусствовед Алексей Некрасов предпринял попытку связать с московским искусством два памятника начала XIV столетия — «Фёдоровское Евангелие» и икону «Толгской богоматери», однако нет достаточных данных рассматривать их как московские. Несомненным произведением московской школы первой половины столетия является миниатюра «Сийского Евангелия», написанного дьяками Мелентием и Прокопием при Иване Калите в 1339 году. Предполагается, что миниатюра была выполнена одним мастером — Иоанном, чьё имя приведено в заставке. Работа была исполнена в традиции искусства XII—XIII веков.
Архаические традиции прослеживались и в иных памятниках середины XIV века — происходивших из Коломны житейских иконах Николы и Бориса и Глеба; иконах кремлёвского Успенского собора — житийного образа Николы и ветхозаветной Троицы. Помимо названных памятников, к данной группе можно причислить иконы «Николы» из Троице-Сергиевой лавры, «Николу» в московском Успенском соборе (вторая половина XIV века), житийного «Николу» из Николо-Угрешского монастыря (1380-е годы), «Тихвинской богоматери» в Загорском историко-художественном музее (конец XIV века). В данных произведениях стиль коренился в местных традициях, но при известном архаизме эти иконы обнаруживали и новые черты: свежесть и непосредственность выражения, отражавшие вкусы широких кругов горожан. Спецификой данных памятников являлась доходчивость образов и их наглядность, отражавшая проникновение в иконопись реалистических тенденций, расшатывавших церковные каноны.
Совершенно иную группу составляли памятники искусства великокняжеского и митрополичьего дворов, в котором активно использовалось византийское наследие, подчас сознательно противопоставляемое более демократическим течениям. По летописным источникам известно, что в 1340-х годах Москва впервые ознакомилась с передовым искусством так называемого Палеологовского возрождения. В 1344 году митрополит Феогност, грек константинопольского происхождения, поручил расписать свой придворных храм греческим мастерам. Предполагается, что греческие мастера прибыли из Константинополя и выступили пропагандистами нового палеологовского стиля. Летописные источники сообщают о возникновении в 1340-х годах местных московских артелей живописцев, выучившихся у греков. Исходной точкой для изучения направления московской живописи, зародившегося в 40-х годах XIV века, служат два памятника станковой живописи — икона «Спас Ярое око» и икона Бориса и Глеба московского Успенского собора. Манера исполнения икон свидетельствовала о знании иконописцами нового византийского направления в искусстве, к которому, стремясь использовать его для укрепления своей власти, тянулись великокняжеские круги.
Период 1350—70-х годов был отмечен особыми трудностями в московском искусстве, поскольку от него до нашего времени не дошло ни одного точно датированного и сколько-нибудь значительного памятника.
На 1380-е годы пришлось начало расцвета московского искусства. Художественная жизнь Москвы конца XIV века отличалась насыщенностью и разнообразием: русские посольства неоднократно ездили в Константинополь, оттуда на Русь приезжали греческие мастера и оттуда же привозились многочисленные произведения искусства. Между 1387 и 1395 годами в серпуховский Высоцкий монастырь игумен Афанасий прислал из Константинополя «Деисус поясной» — капитальный для истории Византии памятник живописи, вероятно служивший хорошей школой для московских мастеров. В 1380—90-х годах в Москву попали византийская икона «Пименовская богоматерь», греческий образ Петра и Павла из кремлёвского Успенского собора, иконы «Спас, ангелы, апостолы, праведники, все в белых ризах» и «Страшный суд».
Самым ярким из приезжих в Москву мастеров конца XIV столетия считают Феофана Грека, прибывшего из Новгорода Великого и ставшего одной из ведущих фигур в московским искусстве. Когда точно мастер приехал в Москву не известно, но не позднее 1395 года, так как в этом году он приступил вместе с Семёном Чёрным и своими учениками к росписи церкви Рождества Богородицы (Воскрешения Лазаря). В 1399 году он расписывал с учениками московский Архангельский собор, в 1405 году работал в Благовещенском соборе вместе со старцем Прохором с Городца и Андреем Рублёвым, а также выполнил две светские росписи: во дворце серпуховского-боровского князя Владимира Андреевича написал на стене вид Москвы, а княжеский терем украсил великолепной росписью. Из всех этих работ Феофана Грека сохранился только деисусный чин в Благовещенском соборе.
Феофан Грек был известен не только как иконописец и фрескист, но и как мастер миниатюры и рукописного орнамента. Предполагается, что именно Феофан Грек дал сильный толчок развитию московской школы миниатюры. Среди московских памятников конца XIV века имеются две высокохудожественные рукописи, предположительно либо принадлежавшие кисти Феофана, либо вышедшие из его мастерской: «Евангелие Кошки» боярина Фёдора Андреевича Кошки 1392 года и «Евангелие Хитрово» 1390-х годов. Стиль всех миниатюр и особенно заставок этих произведений свидетельствовал о прекрасном знакомстве мастеров с греческим книжным искусством. «Евангелие Хитрово» произвело сильное впечатление на московских художников и было настолько прославлено, что с него изготовили вольную копию — «Евангелие Морозова», сегодня хранящуюся в Оружейной палате. Отголоски произведения можно увидеть в двух рукописях конца XIV века — в «Евангелии» Государственного Исторического музея и в «Евангелии» Российской государственной библиотеки.
Отголоски феофановского стиля дали о себе знать не только в миниатюре, но и в московской иконописи. Весьма вероятно, что греческим соратником Феофана была написана икона «Божья матерь Перивлепта» из Троице-Сергиева монастыря. Многое от феофановского стиля было и в монументальной иконе «Преображение» из Переславля-Залесского, вероятно написанной одним из учеников Феофана. Феофановское направление выступало одним из крупных течений в московской живописи конца XIV — начала XV века, сыграв большую роль в процессе сложения московской школы живописи, расширив диапазон психологических средств выражения и обогатив московское искусство новыми художественными решениями.
Иную группу составляли памятники так называемого византинизирующего направления. К концу XIV века греческое искусство пользовалось в Москве большой популярностью. Одним из осевших на Руси греческих художников была написана превосходная икона «Благовещение» из Троице-Сергиевой лавры. К данной группе памятников примыкают две московские иконы конца столетия из собрания Третьяковской галереи: одна, изображающая Богоматерь с младенцем в типе Одигитрии, происходившая из церкви Успения на Апухтинке; вторая небольшая икона изображает шесть «Праздников». Весёлые, яркие краски указывают на работу местного мастера, который тем не менее превосходно знал византийские иконы и миниатюры.
Интересы Москвы не ограничивались только византийским искусством и в конце столетия её внимание привлекли также образцы южнославянской живописи, в основном работы балканских мастеров. Небольшая группа икон конца XIV — начала XV века, связанных с Москвой, совершенно выпадала из рамок остального искусства московской школы. Данные произведения были либо привезены с Балкан, либо исполнены уже в Москве балканскими мастерами, спасавшимися на Руси от продвижения турок в Болгарии и Сербии. К произведениям южнославянского течения относят икону «Предста царица одесную тебе» из Успенского собора. К Сербии тяготеют четыре иконы в собрании Третьяковской галереи, происходящие из Кривецкого погоста, куда они вероятнее всего были привезены из Москвы.

### XV век
Расцвет московской школы живописи в начале XV века был неразрывно связан с именем Андрея Рублёва и его школы, художественный стиль которой стал ведущим на протяжении всего столетия. Впервые имя Рублёва упоминалось в летописи под 1405 годом, когда он вместе с Феофаном Греком и старцем Прохором расписывал Благовещенский собор в Москве. В 1408 году он расписывал вместе с «иконником Данилой» владимирский Успенский собор. Следующей работой мастера стала роспись церкви Всемилостивого Спаса московского Андроникового монастыря. В 1420-х годах Рублёв и Даниил расписывали Троицкий собор. Хотя при жизни Андрей Рублёв был весьма почитаемым мастером, его имя вряд ли было известно за пределами Москвы. Слава к нему пришла посмертно: имя Рублёва стало легендарным уже к XVI веку, биография стала обрастать апокрифами, а творческий облик подвергся сильнейшей иконописной стилизации.
Научному изучению творчества художника положило начало раскрытие иконы «Троицы» в 1904 году. Основная трудность в изучении заключается в том, что от самого Рублёва и работавших с ним старца Прохора из Городца и иконника Даниила не дошло ни одного подписанного произведения. К тому же, в средние века господствовал артельный способ работы: мастер возглавлял обширную мастерскую, в которой заказы исполнялись коллективно. Зачастую над одной иконой трудились несколько мастеров, один из которых писал фоны, другой фигуры и так далее. Такие артели назывались дружинами. Свою дружину имели и Даниил с Рублёвым.
Самой ранней из известных работ Рублёва считаются фрески Успенского собора на Городке. К работам либо Рублёва, либо его учеников относят фрагментарно сохранившуюся роспись алтарной преграды Рождественского собора Саввино-сторожевого монастыря (около 1404 года), деисусный звенигородский чин, найденный в Успенском соборе на Городке. Предполагается, что Рублёв со старцем Прохором написали иконы праздничного ряда иконостаса Благовещенского собора в московском Кремле (1405). Иконостас Благовещенского собора стал новым этапом в истории развития алтарной преграды, ознаменовав собой рождение классической формы русского иконостаса. В 1408 году Рублёв с Даниилом и артелью расписывали Успенский собор во Владимире. Считается, что Рублёв и его ученики написали большую часть икон для иконостаса собора. В полном расцвете творческих сил мастер написал икону «Троица» (1411) — одно из величайших произведений мировой живописи.
Во второй половине 1420-х годов Рублёв работал над созданием иконостаса Троицкого собора Троице-Сергиевой лавры, из которого только икона «Крещение» (или «Богоявление») может быть приписана его кисти. Близок к манере Рублёва был мастер, написавший иконы «Рождество Христово» и «Сошествие в ад». К числу его более отдалённых последователей можно отнести авторов «Благовещения», «Воскрешения Лазаря» и «Входа в Иерусалим». Деисусный чин Троицкого собора принадлежит к числу наиболее значительных памятников древнерусской живописи. С именем Рублева могут быть связаны две иконы чина — «Архангел Михаил» и «Апостол Павел». Близок к знаменитому иконописцу был тот мастер, который написал фигуры Предтечи и Андрея.

## Скульптура
Некоторое представление об искусстве Москвы 40-х годов XIV столетия даёт оклад «Евангелия», сделанный в 1343 году по велению великого князя Симеона Гордого, украшенный накладными серебряными пластинами с резными изображениями «Распятия» и четырёх евангелистов. В изображениях коротких, неуклюжих фигур явственно проступали черты стиля искусства XIII века. Теми же чертами обладали металлические дробницы, украшавшие епитрахиль и саккос митрополита Петра 1322 года. Полуфигуры изображённых святых были выполнены в примитивной манере, напоминавшей наиболее архаичные новгородские рельефы.